# Јени Јохансон
Јени Јохансон (швед. Jennie Johansson; Хедемора, 15. јун 1988) шведска је пливачица чија специјалност је пливање прсним стилом на деоницама од 50 и 100 метара.
Највећи успех у каријери Јохансонова је остварила на Светском првенству 2015. у Казању где је освојила титулу светске првакиње у трци на 50 метара прсним стилом испливавши финалну трку у времену личног рекорда од 30,05 секунди. На истом такмичењу освојила је и сребрну медаљу у штафети 4×100 метара мешовито.
Јохансонова је била и део олимпијске репрезентације Шведске на Летњим олимпијским играма 2012. у Лондону.

## Лични рекорди
- 50 метара прсно: 30,05 (Стокхолм, 16, октобар 2011)
- 100 метара прсно: 1:05,19 (Истанбул, 13. децембар 2009)